# 中国共产党外交部机关委员会
中国共产党外交部机关委员会（英語：Department for Party-Related Affairs），与中国共产党外交部委员会国外工作局（英語：Department for Diplomatic Missions Abroad），一个机构两块牌子，是中国共产党外交部委员会直接领导的工作机关，從事對中华人民共和国驻外外交机构领导干部隊伍思想和廉政之指导並考察工作。

## 历史
“文化大革命”結束後，中华人民共和国外交部机构编制和領導体制經調整漸上正軌，包括部党委国外工作局。

## 职能
部党委国外工作局指导並考察中國驻外使领馆领导隊伍的思想和廉政，亦指導驻外使领馆的党务和思想。按官網簡介表述，外交部机关党委（部党委国外工作局）主要按照国务院和外交部给其确定的工作范围，负责办理负责外交部机关和在京直属单位的党建和群众工作；负责驻外外交机构的有关工作。
1990年代，中國外交部開始執行巡視制度；近2015年，專項巡視改由部黨委國外工作局、幹部司、部紀委等職能部門分別領頭組成。